# Robert Görl
Robert Görl (Monaco di Baviera, 15 giugno 1955) è un compositore tedesco.

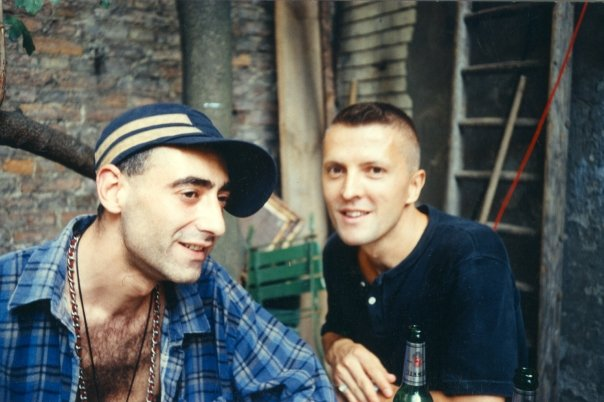
Gabi Delgado-López & Robert Görl

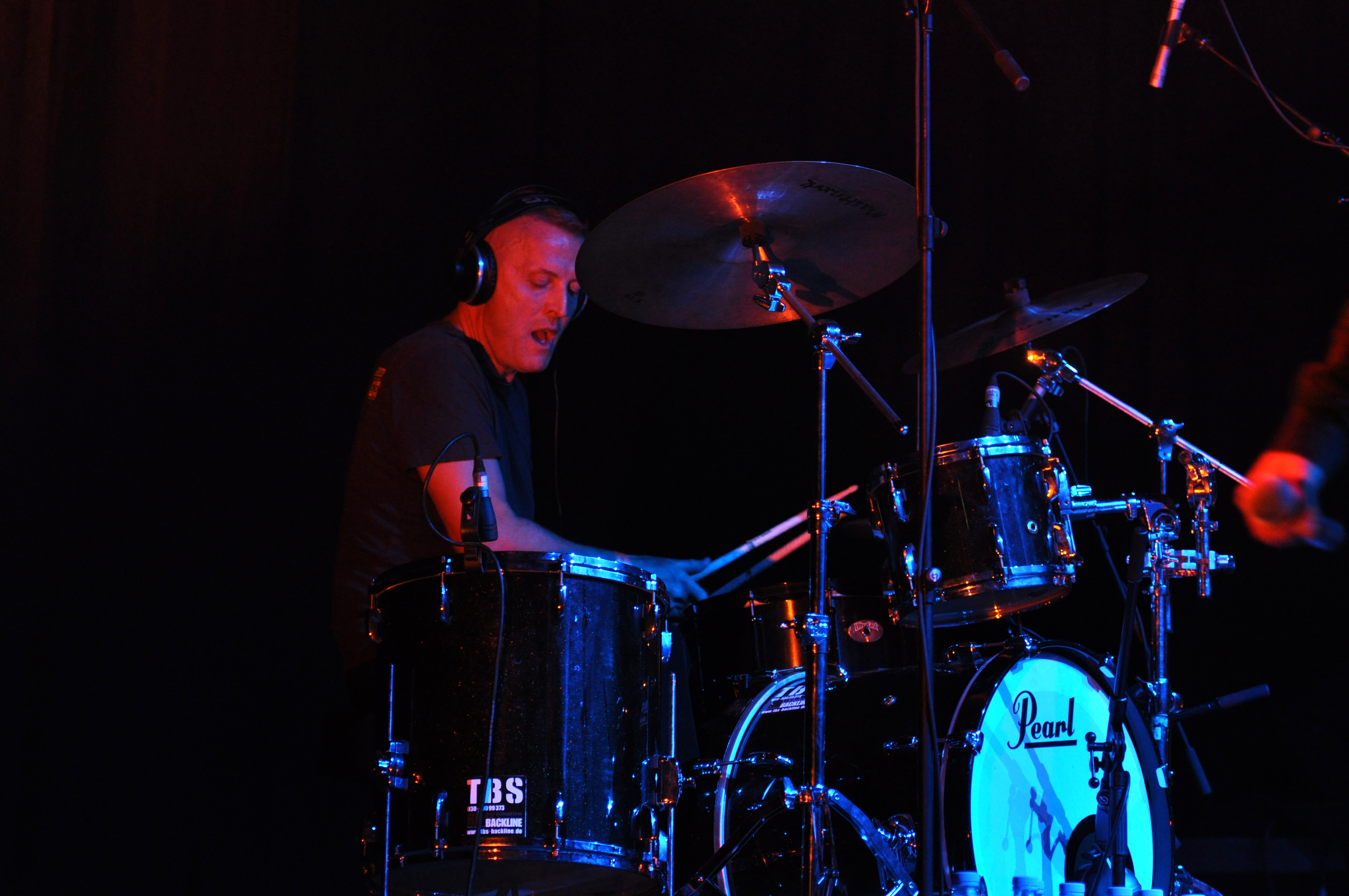
Robert Görl, e-tropolis Festival 2013

Membro fondatore e compositore dei D.A.F., con loro diede vita alla Electronic Body Music, sottogenere della Neue Deutsche Welle di cui il gruppo fu esponente di punta. Nonostante nei DAF si occupasse della batteria e dei sintetizzatori, il suo strumento di formazione era stato il pianoforte. L'artista è stato influenzato da Béla Bartók e dal jazz.

## Discografia con i D.A.F.
- Ein Produkt der Deutsch-Amerikanischen Freundschaft, LP (Ata Tak)
- Die Kleinen und die Bösen, LP (Mute Records)
- Kebab-Träume / Gewalt, 7" (Mute Records)
- Goldenes Spielzeug, 12" (Virgin Records (UK))
- Sex unter Wasser, 7" (Virgin Records (UK))
- Alles ist gut, LP (Virgin Records (UK))
- Der Mussolini, 7" (Virgin Schallplatten GmbH)
- Der Räuber und der Prinz / Tanz mit mir, 7" (Mute Records)
- Liebe auf den ersten Blick, 7" (Virgin Schallplatten GmbH)
- Gold und Liebe, LP (Virgin Records (UK))
- Der Mussolini, 12" (Virgin Records (UK))
- Alles ist gut, LP (Virgin Schallplatten GmbH)
- Kebab-Träume, 12" (Virgin Schallplatten GmbH)
- Für Immer, CD (Virgin Records (UK))
- Kebab-Träume, 7" (Virgin Schallplatten GmbH)
- Für Immer, LP (Virgin Schallplatten GmbH)
- Für Immer, LP (Virgin Records (UK))
- Verlieb' Dich in mich / Ein bisschen Krieg, 12" (Virgin Records (UK))
- Absolute Body Control, 12" (Illuminated Records)
- Brothers, 7" (Illuminated Records)
- Brothers, 12" (Illuminated Records)
- 1st Step to Heaven, LP (Ariola)
- 1st Step to Heaven, CD (Ariola)
- Der Mussolini / Der Räuber und der Prinz, 12" (Virgin Schallplatten GmbH)
- D.A.F., LP (Virgin Records (UK))
- Liebe auf den ersten Blick '88 Remix, 12" (Virgin Schallplatten GmbH)
- D.A.F., CD (Virgin Schallplatten GmbH)
- Verschwende deine Jugend / El Que, 12" (Virgin Schallplatten GmbH)
- Die Kleinen und die Bösen, CD (Mute Records)
- Die Kleinen und die Bösen, LP (Human Wrechords)
- Alles ist gut, CD (The Grey Area)
- Für Immer, CD (The Grey Area)
- Gold und Liebe, CD (The Grey Area)
- Der Mussolini, 12" (The Grey Area)
- Ein Produkt der Deutsch-Amerikanischen Freundschaft, CD (The Grey Area)
- Fünfzehn neue D.A.F-Lieder, 2x12" (Superstar Recordings)
- Der Sheriff (Anti-Amerikanisches Lied), CD5" (Superstar Recordings)
- Fünfzehn neue D.A.F-Lieder, CD (Subspace Communications)
- Der Sheriff (Anti-Amerikanisches Lied), CD5" (541)
- Fünfzehn neue D.A.F-Lieder, CD (Superstar Recordings)
- Der Räuber und der Prinz (DUPLICATE), 7" (Mute Records)

## Discografia da solista
- 1984 Night Full of Tension
- 1994 Psycho-Therapie
- 1995 Happy Gathering
- 1996 Watch the great Copycat